# Nadia Sokolova
Nadia Sokolova (São Paulo, 1 de septiembre de 1917 - 1968) fue una poeta surrealista.

## Trayectoria
Era hija de la bailarina inglesa Lydia Sokolova y del bailarín Nicolas Kemnev. Nació durante una gira por Brasil. Fue bautizada en una iglesia rusa de Buenos Aires con el nombre de Natalia Nicolaevna Kremnev. En Barcelona la quedó al cuidado de una criada llamada Felisa, mientras la madre seguía trabajando.
Formó parte del Grupo Logicofobista, que organizó una exposición de arte en 1936. También perteneció al grupo Amics de l'Art Nou. Uno de sus poemas en francés apareció en el nº 6 de la revista Quaderns de Poesia en enero de 1936, traducido al catalán por Sebastià Sánchez-Juan para la selección Miralls. Versiones de letras europeas (Josep Porter i Rovira, 1955). El poema también fue incluido en la selección Antología poética del barrio chino, editada por Sebastià Sànchez-Juan (con el seudónimo de Abel Iniesta) en 1949.
Antes del inicio de la Guerra Civil Española emigró a los Estados Unidos de América, primero a Nueva York y luego a la Universidad de Harvard. En febrero de 1939, la editorial francesa La Hune anunció la publicación de un libro de poemas de Nadia Sokolova, Collier de Vertiges, con prefacio de Jean Cassou.
Recientemete se descubrieron 25 poemas inéditos en varias universidades estadounidenses y una composición musicalizada por Béla Rózsa con el título "Tres canciones". También se encontraron obras suyas inéditas en los archivos de Béla Rozsa en la Universidad de Tulsa. Correspondencia original se conserva en la Universidad de Harvard. En el Smith College de Northampton (Massachusetts)  se encotraron traducciones al inglés de sus poemas por Louise Varèse, esposa del músico Edgar Varèse. La mayoría de sus poemas inéditos están escritos en francés, salvo algunos en inglés.